# Саладинов орао
Саладинов орао (арапски: نسر صلاح الدين‎), у Египту познат као Египатски орао (арапски: النسر المصري‎), такође познат и као Републички орао (арапски: النسر الجمهوري‎), је хералдички орао који се налази на грбу Републике Египат. Такође се налази на заставама Ирака и Палестине.

## Грб
Саладинов орао узет је за симбол Каира и Египта у 12. веку, када је оснивач ајубидске династије, Саладин, први пут овладао над овим просторима. Њега је инспирисала древна египатска птица која је цртана по зидовима египатских храмова као симбол поноса и достојанства. Везу са Саладином показује приказ египатског орла на западном зиду Каирске цитаделе, изграђене током његове владавине. Данашњи облик орао је добио у 20. веку, а посебно је измењен 1952. године након Египатске револуције. Орао је без главе, а претпоставља се да је изворно био двоглави орао. Први пут је жути орао представљен као симбол Републике Египат током револуције 1952. године. Наследила га је Уједињена Арапска Република која је постојала у периоду између 1958. и 1971. године. Саладинов орао симболизовао је јединство Египта и Сирије, будући да су се територије обе државе у 12. веку налазиле у саставу Саладиновог султаната. Током Рамазанске револуције, арапски орао представљен је као нови грб Ирака, директно заснован на изгледу кога је користио Гамал Абдел Насер за време Египатске револуције. Федерација арапских република, основана од стране Моамера Гадафија 1972. године, испрва је прихватила Курејског јастреба на свом амблему, да би га 1984. године заменила арапским орлом. Супротно томе, Гадафијева Либијска арапска република је 1969. године такође усвојила орла, али га је 1972. године заменила Курејским јастребом. Орао је 2011. године био повезан са режимом Хоснија Мубарака. Графитима представљен орао окренут наопако симболизовао је пад овог режима.

## Галерија

### Саладинов орао на грбовима данас
- Грб Египта
- Грб Ирака
- Грб Палестине

### Саладинов орао на грбовима бивших држава
- Грб Републике Египта (1953–1958)
- Грб Уједињене Арапске Републике
- Грб Јужног Јемена